# 1938 au Nouveau-Brunswick
Chronologie du Nouveau-Brunswick
- 1934
- 1935
- 1936
- 1937
- 1938
- 1939
- 1940
- 1941
- 1942

Cette page concerne des événements d'actualité qui se sont produits durant l'année 1938 dans la province canadienne du Nouveau-Brunswick.

## Événements
- Création du Ministère de l'Éducation du Nouveau-Brunswick.
- 21 février : le libéral Allan Getchell McAvity remporte l'élection partielle fédérale sans opposition de Saint-Jean—Albert à la suite de la mort de William Michael Ryan.
- 1er août : Mise en service du transport d'autobus d'Acadian Lines de Moncton. Les autobus ont commencé à rouler pour la première fois dans l'est du Canada.

## Naissances
- 2 décembre : Maurice Harquail, député et secrétaire parlementaire.
- 14 décembre : Robert Corbett, député.

## Décès
- 4 janvier : William Michael Ryan, député.
- 22 novembre : Hugh Havelock McLean, lieutenant-gouverneur du Nouveau-Brunswick.